# Mesosemia bahia
Mesosemia bahia is een vlindersoort uit de familie van de prachtvlinders (Riodinidae), onderfamilie Riodininae.
Mesosemia bahia werd in 1999 beschreven door Callaghan.